# 필리오
필리오(이탈리아어: Piglio)는 이탈리아 라치오주 프로시노네도에 위치한 코무네다. 로마로부터 동쪽 50km, 프로시노네로부터 북서쪽 30km 거리에 있다.

## 역사
이곳은 헤르니키인들의 마을이였던 고대 로마의 카피툴룸(Capitulum)으로 확인되었다. 이 지역은 일부 로마 귀족들의 마을 자리였다.
1088년에 카스트룸 필레움(Castrum Pileum)이라고 언급되었고, 전설에 따르면 이곳의 명칭으 라틴어 필레움(Pileum)이 퀸투스 파비우스 막시무스의 투구에서 유래하였다고 한다. 이시기에 아나니의 주교로부터 방어를 하였고 12세기 후반에는 데 필레오(De Pileo)의 가문 봉지였고 그후에는 데 안티오키아(De Antiochia) 가문의 봉지였다. 1347년에 콜라 디 리엔초에게 함락당하였고 14세기 후반에는 1816년까지 콜론나 가문의 지배를 받았다. 1656년에 역병의 피해를 입기도 하였다.
필리오는 1870년에 새롭게 생겨난 이탈리아 왕국의 일부가 되었다. 제2차 세계대전 기간에는 연합군의 폭격으로 전체 건물의 30%가 파괴되었다.